# Шумкина, Елена Юрьевна
Елена Юрьевна Шумкина (род. 24 января 1988, Атюрьево, Мордовская АССР) — российская и украинская легкоатлетка, специалистка по спортивной ходьбе. В 2007—2009 годах состояла в сборной России по лёгкой атлетике, затем представляла Украину. Чемпионка европейского молодёжного первенства, победительница и призёрка Кубка Европы, участница ряда крупных международных соревнований, в том числе летних Олимпийских игр в Лондоне.

## Биография
Елена Шумкина родилась 24 января 1988 года в селе Атюрьево, Республика Мордовия. Начинала заниматься ходьбой у тренеров Константина и Веры Начаркиных, позже проходила подготовку в саранском Центре олимпийской подготовки по спортивной ходьбе под руководством именитого тренера Виктора Чёгина.
Первого серьёзного успеха на международной арене добилась в сезоне 2007 года, когда вошла в состав российской национальной сборной и побывала на чемпионате Европы среди юниоров в Хенгело, откуда привезла награду серебряного достоинства, выигранную в ходьбе на 10 000 метров — на финише уступила только соотечественнице Анисе Корниковой. Также завоевала золото и серебро на Кубке Европы по спортивной ходьбе в Ройал-Лемингтон-Спа, в командном и личном зачётах соответственно.
В 2009 году одержала победу в ходьбе на 20 км на молодёжном европейском первенстве в Каунасе. В том же сезоне вышла замуж за украинского ходока Алексея Казанина, переехала на постоянное жительство к нему на Украину и получила украинское гражданство, решив с этого момента выступать за украинскую сборную. Тем не менее, в связи с положенным при подобных переходах карантином долгое время не выступала на международных соревнованиях.
Вернулась в большой спорт в 2011 году, выступив на Кубке мира в Ольяне и на чемпионате мира в Тэгу, однако попасть здесь в число призёров не смогла.
Благодаря череде удачных выступлений удостоилась права представлять Украину на летних Олимпийских играх 2012 года в Лондоне — стартовала в женской ходьбе на 20 км, заняв лишь 50 место с результатом 1:36,42.
После лондонской Олимпиады Шумкина осталась в основном составе украинской национальной сборной и продолжила принимать участие в крупнейших международных соревнованиях. Так, в 2013 году она выступила на мировом первенстве в Москве, где заняла 19 место.
В 2015 году выступала на чемпионате мира в Пекине и на летней Универсиаде в Кванджу.
Участвовала в командном чемпионате мира по спортивной ходьбе 2016 года в Риме.
С июня 2016 года дисквалифицирована сроком на 3,5 года за несоответствие показателей биологического паспорта, при этом все её спортивные результаты с 2011 года были аннулированы.